# Kanywankoko
Kanywankoko är ett vattendrag i Burundi.   Det ligger i provinsen Makamba, i den södra delen av landet, 90 kilometer sydost om huvudstaden Bujumbura.
Omgivningarna runt Kanywankoko är huvudsakligen savann. Runt Kanywankoko är det ganska tätbefolkat, med 179 invånare per kvadratkilometer.